# Jahmai Simpson-Pusey
Jahmai Simpson-Pusey (Huddersfield, Inglaterra, 4 de noviembre de 2005) es un futbolista británico que juega de defensa en el Celtic F. C. de la Scottish Premiership.

## Primeros años
Nació en Huddersfield, en Yorkshire. Estuvo a prueba en varios clubes de la Premier League antes de incorporarse a la cantera del Manchester City F. C. a la edad de ocho años.

## Trayectoria
Firmó un contrato profesional con el Manchester City F. C. en julio de 2023. Defensa central, capitaneó al Manchester City sub-18 hasta los títulos de la FA Cup Juvenil y la Liga Juvenil de la UEFA en 2024. Ese verano fue seleccionado para viajar con el primer equipo en su gira de pretemporada y participó en partidos contra el A. C. Milan y el Celtic F. C.
Debutó como profesional el 30 de octubre de 2024 como suplente en la segunda parte de la derrota por 2-1 del Manchester City en la Copa de la Liga en el campo del Tottenham Hotspur F. C.

## Estadísticas

### Clubes
Actualizado al último partido disputado en mayo de 2025.
| Club                             | Div.          | Temporada     | Liga  | Liga  | Copas nacionales | Copas nacionales | Copas internacionales | Copas internacionales | Total | Total |
| Club                             | Div.          | Temporada     | Part. | Goles | Part.            | Goles            | Part.                 | Goles                 | Part. | Goles |
| -------------------------------- | ------------- | ------------- | ----- | ----- | ---------------- | ---------------- | --------------------- | --------------------- | ----- | ----- |
| Manchester City F. C. Inglaterra | 1.ª           | 2024-25       | 2     | 0     | 2                | 0                | 2                     | 0                     | 6     | 0     |
| Manchester City F. C. Inglaterra | Total club    | Total club    | 2     | 0     | 2                | 0                | 2                     | 0                     | 6     | 0     |
| Total carrera                    | Total carrera | Total carrera | 2     | 0     | 2                | 0                | 2                     | 0                     | 6     | 0     |